# Ellen Ridgway
Ellen Richards Munroe coniugata Ridgway (Hauts-de-Seine, 23 maggio 1866 – Pau, 13 febbraio 1934) è stata una golfista statunitense.
Partecipò alle Olimpiadi di Parigi del 1900, ottenendo il quinto posto nel torneo femminile di golf.